# Астролог, упавший в колодец

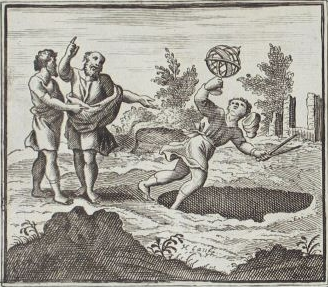
Иллюстрация XVIII века к «Басням» Жана де Лафонтена

Астролог, упавший в колодец, также Звездочёт — басня Эзопа, Жана де Лафонтена и других писателей со сходным сюжетом. Существует во многих вариациях.
Впервые сюжет описан в диалоге Платона «Теэтет» первой половины IV века до н. э.:
На примере Фалеса, наблюдавшего за звёздами, понятно это, Феодор! Заглядевшись однажды на небо, он упал в колодец, а фракиянка одна, благопристойная и прелестная служанка, как рассказывают, посмеялась
над ним: жаждет-де знать, что на небе происходит, и не замечает, что у него перед носом и под ногами. Эта насмешка относится ко всем, кто проводит время в философствовании. Такой человек действительно не осведомлён ни о ближнем своём, ни о соседе, и не только не знает, что он делает, но и человек ли он вообще или какое-нибудь животное. А между тем предметом его поисков и неутомимого исследования в отличие от других является вопрос о том, что такое человек и что присуще его природе.
Басня также описана у Диогена Лаэртского и вошла в сборник «Басни Эзопа» под номером 40 согласно индексу Перри.
Эпизод вновь получил популярность среди литераторов в Новое время. Сюжет использовали при критике астрологов Андреа Альчато (1498—1550), Габриэле Фаэрно и Жан де Лафонтен.